# It's Almost Dry
It's Almost Dry é o quarto álbum de estúdio do rapper americano Pusha T. Foi lançado em 22 de abril de 2022, pela GOOD Music e Def Jam Recordings; o álbum é o último álbum de Pusha T com a Def Jam Recordings, bem como seu lançamento final com a GOOD Music antes de deixar o cargo de presidente e deixar a gravadora em dezembro de 2022. O álbum conta com participações especiais de Kanye West, Jay-Z, Pharrell Williams, Kid Cudi, Lil Uzi Vert, Don Toliver, Nigo, Labrinth e Malice. West e Williams também atuaram como produtores executivos, com Williams produzindo seis faixas, West produzindo cinco e a dupla produzindo uma faixa juntos ("Rock n Roll"). O álbum também inclui produção de Labrinth, Ojivolta, FnZ, BoogzDaBeast, Luca Starz e ThaMyind.
It's Almost Dry recebeu ampla aclamação da crítica musical, com alguns comparando-o ao álbum anterior de Pusha T, Daytona. Ele estreou em primeiro lugar na parada Billboard 200 dos EUA, ganhando 55.000 unidades equivalentes ao álbum em sua primeira semana.

## Singles
O primeiro single do álbum, "Diet Coke", foi lançado em 8 de fevereiro de 2022. O próximo single, "Hear Me Clearly", uma colaboração com o estilista e produtor musical japonês Nigo, foi lançado em 4 de março de 2022. O terceiro single, "Neck &amp; Wrist", que apresenta o rapper americano Jay-Z e o cantor, compositor e produtor musical americano Pharrell Williams, foi lançado em 6 de abril de 2022. O quarto single, "Scrape It Off", que apresenta o rapper americano Lil Uzi Vert e o rapper e cantor americano Don Toliver, foi enviado para rádios urbanas contemporâneas em 10 de maio de 2022.

## Lista de músicas
| N.º            | Título                             | Compositor(es) | Produtor(es)                     | Duração |  |
| 1.             | "Brambleton"                       | | P. Williams                      |         |  |
| 2.             | "Let the Smokers Shine the Coupes" | T. Thornton P. Williams                                                                                              | P. Williams Ojivolta             |         |  |
| 3.             | "Dreamin of the Past"              | Terrence Thornton Pharrell Williams                                                                                  | West                             |         |  |
| 4.             | "Neck & Wrist"                     | T. Thornton West Scott Mescudi Beyoncé Knowles-Carter Terius Nash Christopher Stewart P. Williams M. Williams Cubina | P. Williams                      |         |  |
| 5.             | "Just So You Remember"             | | FnZ West BoogzDaBeast            |         |  |
| 6.             | "Diet Coke"                        | | West 88-Keys                     |         |  |
| 7.             | "Rock n Roll"                      | T. Thornton P. Williams                                                                                              | West P. Williams Ojivolta        |         |  |
| 8.             | "Call My Bluff"                    | | P. Williams                      |         |  |
| 9.             | "Scrape It Off"                    | T. Thornton West Charles Njapa Joseph Cartagena Jerry Butler                                                         | P. Williams                      |         |  |
| 10.            | "Hear Me Clearly"                  | T. Thornton Timothy McKenzie Gene Thornton, Jr. West                                                                 | West BoogzDaBeast Starz ThaMyind |         |  |
| 11.            | "Open Air"                         | | P. Williams                      |         |  |
| 12.            | "I Pray for You"                   | | Labrinth West                    |         |  |
| Duração total: | Duração total:                     | Duração total: | Duração total:                   | 35:47   |  |

Notas
- Duas configurações alternativas da lista de faixas foram lançadas três dias após a original: na primeira configuração, It's Almost Dry: Ye vs. Pharrell, as seis faixas produzidas por West foram movidas para o início e as seis músicas produzidas por Williams foram movidas para o final do lista de músicas.[6] O inverso ocorreu na segunda configuração, intitulada It's Quase Dry: Pharrell vs.[7]

Créditos de samples
- "Dreamin' of the Past" contém samples de "Jealous Guy", escrita por John Lennon, interpretada por Donny Hathaway.[8]
- "Diet Coke" contém samples de "Take the Time to Tell Her", escrita por Jerry Butler e Marvin Yancy, interpretada por Jerry Butler e samples de Verzuz Battle, interpretada por Fat Joe.[9]
- "Just So You Remember" contém samples de "Six Days War" escrita por Brian Farell e interpretada pelo Coronel Bagshot.[8]
- "Rock n Roll" contém uma amostra não creditada de "1+1", escrita por Beyoncé Knowles-Carter, Terius Nash e Christopher Stewart, interpretada por Beyoncé.[8]

| Parada (2022)                           | Posição alcançada |
| --------------------------------------- | ----------------- |
| Austrália (ARIA)                        | 11                |
| Áustria (Ö3 Austria Top 40)             | 21                |
| Bélgica (Ultratop Flandres)             | 23                |
| Bélgica (Ultratop Valônia)              | 94                |
| Canadá (Billboard)                      | 1                 |
| Dinamarca (Hitlisten)                   | 16                |
| Países Baixos (Dutch Charts)            | 19                |
| Finlândia (Suomen virallinen lista)     | 25                |
| França (SNEP)                           | 86                |
| Alemanha (Offizielle Deutsche Charts)   | 37                |
| Irlanda (Official Irish Albums)         | 11                |
| Itália (FIMI)                           | 82                |
| Lithuanian Albums (AGATA)               | 30                |
| Nova Zelândia (RMNZ)                    | 6                 |
| Noruega (VG-lista)                      | 10                |
| Escócia (Official Scottish Albums)      | 84                |
| Espanha (PROMUSICAE)                    | 96                |
| Suécia (Sverigetopplistan)              | 31                |
| Suíça (Schweizer Hitparade)             | 15                |
| Reino Unido (Official Albums Chart)     | 7                 |
| Reino Unido (UK R&B Albums Chart)       | 4                 |
| Estados Unidos (Billboard 200)          | 1                 |
| Estados Unidos (Top R&B/Hip Hop Albums) | 1                 |

| Parada (2022)                         | Posição |
| ------------------------------------- | ------- |
| US Top R&B/Hip-Hop Albums (Billboard) | 94      |